# 石川達基
石川 達基（いしかわ たつき、1999年12月1日 - ）は、日本の実業家。株式会社eMoBi（エモビ） 代表取締役。Forbes 30 under 30 Asia選出。

## 人物・来歴
- 2018年、ラ・サール高等学校 卒業[1]
- 2020年12月、株式会社eMoBiを高校の同級生等、他2名と共同創業
- 2024年3月、東京大学法学部 卒業[1]
- 2024年5月、Forbes 30 under 30 Asia に選ばれる[2]。